# Helina dupliciseta
Helina dupliciseta är en tvåvingeart som beskrevs av Deng och Feng 1995. Helina dupliciseta ingår i släktet Helina och familjen husflugor.
Artens utbredningsområde är Sichuan (Kina). Inga underarter finns listade i Catalogue of Life.